# Garry Shandling
Garry Emmanuel Shandling (født 29. november 1949, død 24. marts 2016) var en amerikansk standupkomiker og skuespiller.